# Ópera de Abbeville
La Ópera de Abbeville, también conocida como Ópera de Abbeville y edificio de oficinas municipales, es un edificio histórico ubicado en Abbeville, Carolina del Sur.

## Historia
Fue diseñado por William Augustus Edwards y se inauguró en 1904. El 1 de julio de 1970 fue agregado al Registro Nacional de Lugares Históricos. 
Según el departamento de parques, recreación y turismo de Carolina del Sur, el teatro recibió el premio de viajes de turismo del gobernador de Carolina del Sur y fue designado como Teatro Estatal Oficial de Drama Rural de Carolina del Sur. Está incluido en el distrito histórico de Abbeville.